# باسم قاسم
باسم قاسم (انگلیسی: Basim Qasim؛ زادهٔ ۲۲ مارس ۱۹۵۹) یک بازیکن فوتبال اهل عراق است.
وی همچنین در تیم ملی فوتبال عراق بازی کرده است.